# Nina Azolina
Nina Adolfowna Azolina, ros. Нина Адольфовна Азолина (ur. 21 stycznia 1926, zm. 5 września 1943 w Połocku) – radziecka konspiratorka, pionierka-bohater.
Wykonując zadanie podziemnej organizacji rejonowej pracowała jako pisarz w niemieckiej komendanturze. Latem 1943 wysadziła kolejową wieżę wodną na stacji Obol, doprowadzając do dwutygodniowej blokady 11 składów (pozostałe instalacje wodne na trasie Połock–Witebsk były również wysadzone przez partyzantów).
W sierpniu 1943 uczestniczyła w wysadzaniu zakładów włókienniczych i elektrowni. 26 sierpnia 1943 wraz z grupą konspiratorów została ujęta przez niemiecką policję okupacyjną i rozstrzelana 5 września 1943 w Połocku.